# Kostas Pupakis
Konstandinos (Kostas) Pupakis, gr. Κωνσταντίνος Πουπάκης (ur. 18 stycznia 1951 w Iliupoli) – grecki polityk i działacz związkowy, poseł do Parlamentu Europejskiego VII kadencji.

## Życiorys
Kształcił się w zakresie ekonomii i zarządzania. Od lat 80. zajmuje kierownicze stanowiska w organizacjach pracowników. Objął funkcję przewodniczącego DAKE (związku zawodowego afiliowanego przy Nowej Demokracji). W drugiej połowie lat 90. wszedł w skład władz Generalnej Konfederacji Greckich Pracowników (GSEE), został później sekretarzem generalnym tego zrzeszenia. Zasiadał także w Europejskim Komitecie Ekonomiczno-Społecznym. W wyborach w 2009 uzyskał mandat posła do Parlamentu Europejskiego (z ramienia ND). Przystąpił do grupy chadeckiej oraz do Komisji Zatrudnienia i Spraw Socjalnych. W PE zasiadał do 2014.